# Barbosa Lima Sobrinho
Alexandre José Barbosa Lima Sobrinho (Recife, 22 de janeiro de 1897 — Rio de Janeiro, 16 de julho de 2000) foi um advogado, escritor, historiador, ensaísta, jornalista e político brasileiro.

## Biografia
Filho de Francisco Cintra Lima e de Joana de Jesus Cintra Barbosa Lima. Seu tio, Alexandre José Barbosa Lima governou Pernambuco entre 1892 e 1896. Estudou o curso primário em Recife. Na mesma cidade, iniciou o secundário no Colégio Salesiano, terminando-o no Instituto Ginasial Pernambucano. Em 1913, matriculou-se na Faculdade de Direito do Recife, onde colou grau de bacharel em Ciências Jurídicas e Sociais em 1917. Foi adjunto de promotor do Recife, em 1917, e advogado no período imediato ao de sua formatura. Colaborou na imprensa pernambucana, no Diário de Pernambuco, no Jornal Pequeno e, principalmente, no Jornal do Recife, onde escreveu a crônica dos domingos, de outubro de 1919 a abril de 1921. Colaborou ainda na Revista Americana, Revista de Direito, Jornal do Commercio, do Rio de Janeiro, no Correio do Povo, de Porto Alegre, e na Gazeta, de São Paulo.
Mudando-se para o Rio de Janeiro, dedicou-se ao jornalismo. Trabalhou no Jornal do Brasil a partir de abril de 1921, a princípio como noticiarista, mais tarde como redator político e, a partir de 1924, como redator principal. Escreveu, até a data de sua morte, em julho de 2000, um artigo semanal, nesse jornal.
Na Associação Brasileira de Imprensa (ABI), exerceu a presidência nos períodos de 1926 a 1927; 1930 a 1932; a presidência do Conselho Administrativo de 1974 a 1977; e novamente a presidência de 1978 a 2000. Foi proclamado Jornalista Emérito pelo Sindicato da categoria de São Paulo. Quando assumiu pela primeira vez a Presidência da ABI, Barbosa Lima Sobrinho já revelava seu dinamismo: convocou uma assembleia-geral para reformar os estatutos, regulamentou a concessão da carteira de jornalista e título de sócio e estabeleceu intercâmbio com as associações de imprensa dos estados, proporcionando a integração dos jornalistas em todo o país.
Eleito deputado federal por Pernambuco para o triênio 1935-37, foi escolhido líder de sua bancada, membro da Comissão de Finanças e relator do Orçamento do Interior e Justiça.
Foi presidente do Instituto do Açúcar e do Álcool, de 1938 a 1945, quando tomou posse da cadeira de deputado federal por Pernambuco, na Assembleia Constituinte de 1946. Na Câmara dos Deputados, em 1946, foi membro da Comissão de Finanças e designado relator do orçamento do Ministério da Guerra. Renunciou à cadeira de deputado em 1948, para assumir, a 14 de fevereiro do mesmo ano, o cargo de governador de Pernambuco, exercendo o mandato até 31 de janeiro de 1951.

Barbosa Lima Sobrinho, sem data.

Foi procurador da prefeitura do então Distrito Federal e professor de ensino superior nos cursos de Ciências sociais e econômicas. Como professor, regeu a cadeira de Política Financeira e, mais tarde, a de História Econômica, na Faculdade de Ciências Econômicas Amaro Cavalcanti, do antigo estado da Guanabara. Mais uma vez deputado federal por Pernambuco para a legislatura 1959-1963, integrou a Comissão de Justiça.
Foi sócio benemérito do IHGB e do Instituto dos Advogados Brasileiros, com sede no Rio de Janeiro; benemérito da Associação Brasileira de Imprensa e sócio correspondente do Instituto Arqueológico, Histórico e Geográfico Pernambucano e do Instituto de Advogados de São Paulo; sócio efetivo da Sociedade de Geografia; sócio honorário do Instituto Histórico de Goiana (PE); presidente de honra do XIV Congresso Nacional de Estudantes; professor honorário da Faculdade de Filosofia da Universidade do Recife; presidente do Pen Clube do Brasil em 1954; membro correspondente da Academia das Ciências de Lisboa; membro do Instituto de Direito Público e da Fundação Getúlio Vargas.
Recebeu a Medalha Quadragésimo Aniversário da PUC-RJ (1981); o título de Doutor Honoris Causa pela Universidade Federal de Pernambuco e o Prêmio Imprensa e Liberdade, conferido pelo Centro Alceu Amoroso Lima para a Liberdade (1984); o Prêmio Governo do Estado do Rio de Janeiro e o título de Cidadão Benemérito da Cidade do Rio de Janeiro (1987); o Prêmio Juca Pato, conferido pela União Brasileira de Escritores; o Prêmio San Tiago Dantas (1989); e a Medalha Tiradentes (1992), conferida pela Assembleia Legislativa do Estado do Rio de Janeiro. Recebeu também a Medalha Chico Mendes de Resistência do Grupo Tortura Nunca Mais em 1992. em 1995 recebeu a medalha Rui Barbosa mais alta condecoração concedida pela OAB.
Em 1973, candidatou-se a vice-presidente da República na chapa encabeçada por Ulisses Guimarães pelo MDB.
Participou da Campanha pela anistia ampla, geral e irrestrita, que teve sucesso em 1979.
Em 1992, foi o primeiro signatário do pedido de impeachment do presidente Fernando Collor de Mello.
A partir de 1994, participou de manifestações contrárias às privatizações de empresas públicas, política iniciada no governo Collor e ampliada no governo Fernando Henrique Cardoso.
Em 1998, foi contrário à revisão constitucional que permitia a reeleição dos ocupantes de cargos executivos, por considerar prejudicial aos interesses do Brasil.
De Villas-Bôas Corrêa, que o conheceu em 1948, quando iniciava a carreira, mereceu as seguintes palavras num artigo: “Barbosa Lima Sobrinho foi uma das maiores figuras do século que não pôde ver terminar. Mais de 50 anos de relações cordiais e espaçadas, a admiração crescente, a reverência da estima não cabe neste pequeno registro emocionado, um ramo de cravos depositado no caixão do grande brasileiro, do patriota insuperável, a lenda eterna na gratidão nacional.”
Recebeu homenagem da escola de samba União da Ilha do Governador, sendo enredo do desfile de 1999.
Barbosa Lima Sobrinho faleceu no Rio de Janeiro, aos 103 anos de idade.

## Academia Brasileira de Letras
Em 28 de abril de 1937 foi eleito para a cadeira 6 da Academia Brasileira de Letras, sucedendo ao literato Goulart de Andrade. Lá atuou também como secretário-geral em 1952, presidente em 1953 e 1954, diretor da Revista da Academia em 1955 e 1956, diretor da biblioteca de 1957 a 1978 e tesoureiro de 1978 a 1993.

## Clube Náutico Capibaribe
Barbosa Lima Sobrinho foi presidente por um mandato do Clube Náutico Capibaribe.

## Principais obras[13]
Na área de linguística e literatura
- Árvore do bem e do mal (1926);
- O vendedor de discursos (1935);
- A questão ortográfica e os compromissos do Brasil (1953);
- A língua portuguesa e a unidade do Brasil (1958);
- Os precursores do conto no Brasil (1960).

Direito, ensaio, história, jornalismo e política
- O problema da imprensa (1923);
- Pernambuco e o Rio São Francisco (1929);
- A Bahia e o rio São Francisco (1931);
- A ação da imprensa na Primeira Constituinte (1934);
- O centenário da chegada de Nassau e o sentido das comemorações pernambucanas (1936);
- A verdade sobre a Revolução de Outubro (1946);
- Interesses e problemas do sertão pernambucano (1937);
- O devassamento do Piauí (1946);
- A Revolução Praieira (1949);
- A Comarca do Rio São Francisco (1950);
- O Jornalismo como gênero literário (1958) - este livro não é dele e, sim, de Alceu Amoroso Lima;
- Artur Jaceguai (1955);
- Capistrano de Abreu (s.d.);
- Sistemas eleitorais e partidos políticos. Estudos constitucionais (1956);
- A auto-determinação e a não-intervenção (1963);
- Desde quando somos nacionalistas (1963);
- Alexandre José Barbosa Lima (1963);
- Presença de Alberto Torres (1968);
- Oliveira Lima, obras (1971);
- Japão: o capital se faz em casa (1973);
- Pernambuco: da Independência à Confederação do Equador (1979);
- Antologia do Correio Braziliense (1979);
- Estudos nacionalistas (1981);
- Assuntos pernambucanos (1986).